# Carovana di fuoco
Carovana di fuoco (The War Wagon) è un film western del 1967 diretto da Burt Kennedy, con protagonisti John Wayne e Kirk Douglas.

## Trama
Quando Taw Jackson esce di prigione, torna a casa deciso a vendicarsi di Frank Pierce, disonesto proprietario terriero che gli ha portato via il ranch e una miniera. Il piano è rapinare una sorvegliatissima diligenza, che trasporta l'oro di Pierce.
Per raggiungere lo scopo, Jackson si allea con il killer Lomax, suo ex nemico, con un giovanotto conosciuto in carcere e con un pellerossa.